# Wellcome-Maler (Apulien)

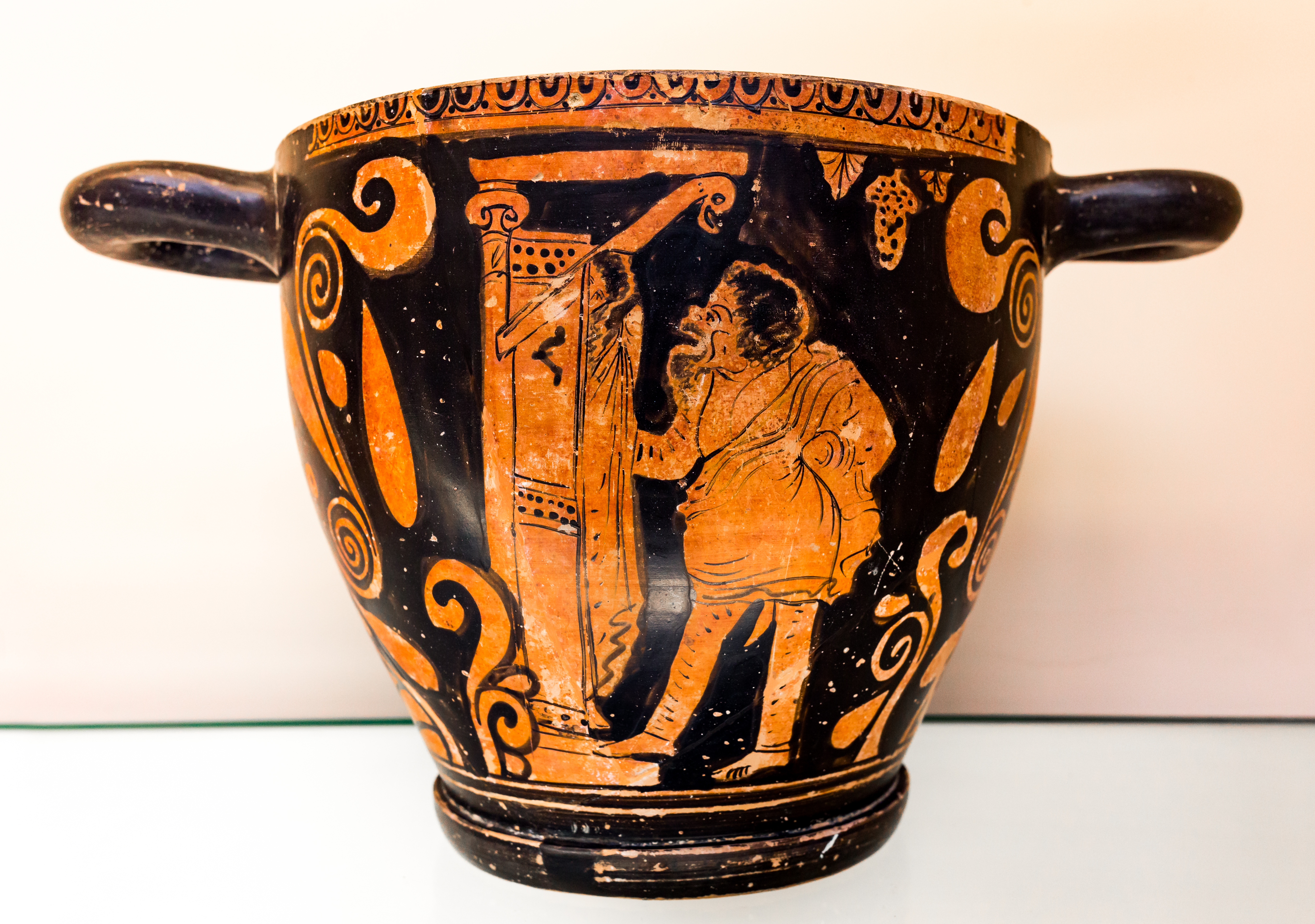
Skyphos, London British Museum F 124 (1849,0518.15)

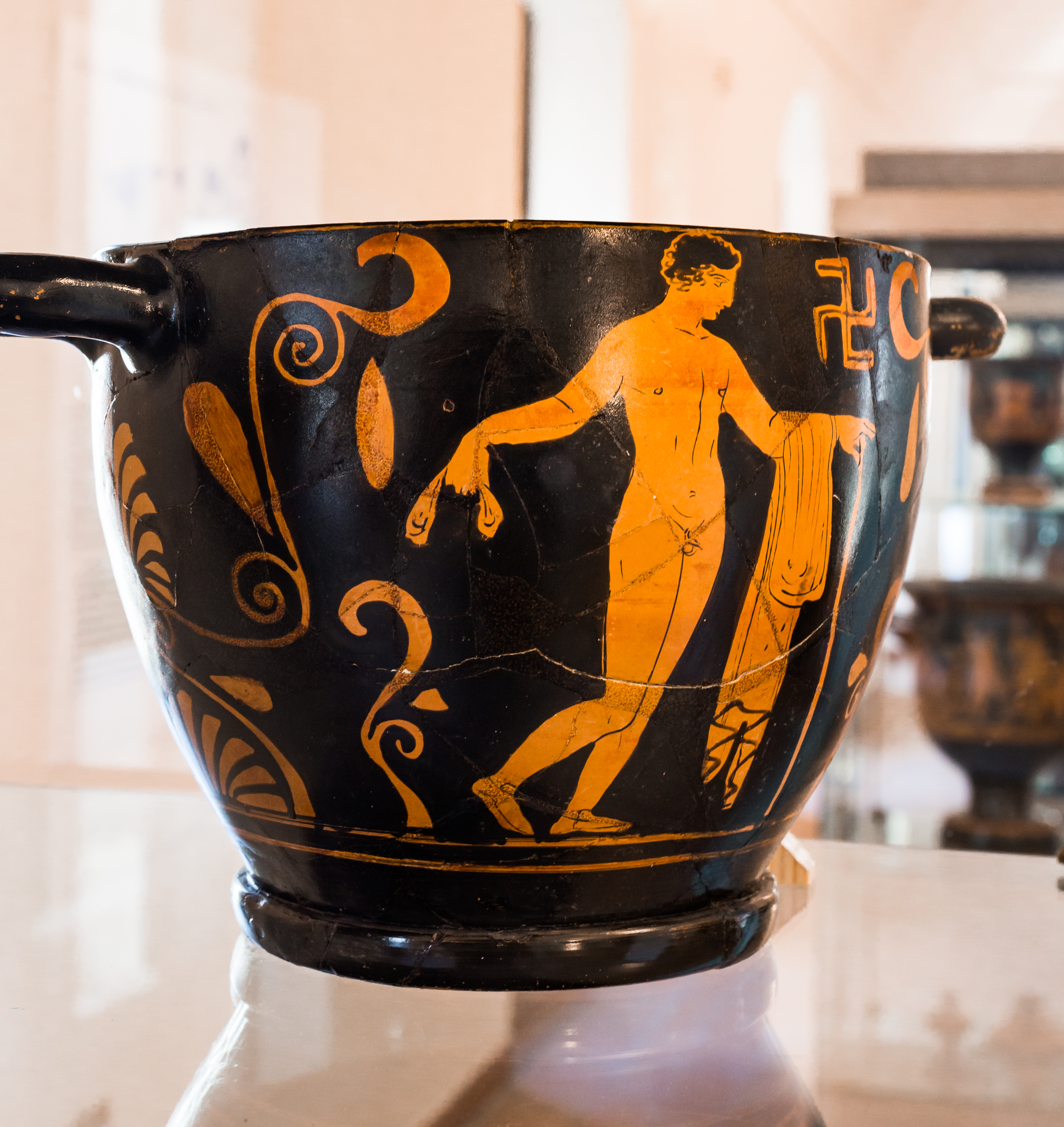
Skyphos, Matera, Museo Archeologico Nazionale 164548

Als Wellcome-Maler (englisch Wellcome Painter) wird ein apulisch-rotfiguriger Vasenmaler bezeichnet, der um 360 bis 350 v. Chr. tätig war.
Er dekorierte überwiegend Skyphoi. Benannt ist der Maler nach einem Skyphos aus der Sammlung von Henry Wellcome, heute im Science Museum in London.